# Carmen
Carmen là vở opera Pháp của Georges Bizet, lời tiếng Pháp các bài hát (aria) của Henri Meilhac và Ludovic Halévy, dựa trên tiểu thuyết cùng tên của Prosper Mérimée xuất bản lần đầu năm 1845, vốn lấy ý tưởng từ bài thơ Цыганы (Người Di-gan - The Gypsies) của Alexander Pushkin xuất bản năm 1824. Mérimée đã đọc bài thơ bản tiếng Nga năm 1840 và đã dịch nó sang tiếng Pháp năm 1852.
Vở opera công diễn lần đầu tại Opéra-Comique của Paris ngày 3 tháng 3 năm 1875, nhưng đa số các nhà phê bình đều chỉ trích nó. Nó hầu như đã bị rút bỏ sau lần trình diễn thứ tư hay thứ năm, và dù điều này đã không diễn ra, tới khi đã được diễn 48 lần kể từ lần đầu tiên, nó vẫn không mang lại nhiều doanh thu cho Opéra-Comique. Gần cuối đợt diễn này, nhà hát đã tặng không vé để tăng số khán giả. Bizet chết vì một cơn đau tim, lúc 37 tuổi, ngày 3 tháng 6 năm 1875, không bao giờ biết được vở Carmen sẽ trở nên nổi tiếng như thế nào. Tháng 10 năm 1875 nó được diễn ở Vienna, với thành công vang dội, bắt đầu con đường đến với khán giả toàn thế giới. Mãi tới năm 1883 vở opera mới được diễn lại tại Opéra Comique.
Từ những năm 1880 đây đã là một trong những vở opera được trình diễn nhiều nhất trên thế giới và một yếu tố chính của vốn tiết mục opera. Carmen đứng hàng thứ tư trong danh sách 20 vở opera được trình diễn nhiều nhất ở Bắc Mỹ của Opera America.
Vở opera cuối cùng của Bizet không chỉ đã biến đổi thể loại kịch opéra từng ổn định trong suốt hàng thế kỷ, mà nó còn rõ ràng đã tiêu diệt nó. Trong vòng vài năm, sự phân biệt truyền thống giữa opera (nghiêm túc, anh hùng và hùng biện) và kịch opéra (vô tư, tư sản và nhiều đàm thoại với nhiều đoạn hội thoại) đã biến mất. Hơn nữa, Carmen đã nuôi dưỡng một phong trào vừa nổi tiếng vừa tai tiếng đầu tiên ở Italia và sau đó ở những nơi khác: sự sùng bái chủ nghĩa hiện thực được gọi là verismo.
Cái chết sớm của Bizet và sự thờ ơ của những người thừa kế của ông và những nhà xuất bản đã dẫn tới, như với hầu hết các vở opera của Bizet, các vấn đề nguyên bản lớn mà các học giả và các nhà trình diễn chỉ bắt đầu tìm kiếm các giải pháp từ những năm 1960.
Câu chuyện được viết trong bối cảnh tại Sevilla, Tây Ban Nha, khoảng năm 1830, và liên quan tới Carmen, một phụ nữ Gypsy xinh đẹp với tính khí bốc lửa. Tự do trong tình yêu, cô đã quyến rũ hạ sĩ Don José, một người lính còn chưa có nhiều kinh nghiệm. Quan hệ của họ khiến anh ta chối bỏ tình yêu cũ của mình, nổi loạn chống lại chỉ huy, và gia nhập một nhóm buôn lậu. Anh ta ghen tuông khi cô bỏ mình để quay sang đấu sĩ đấu bò Escamillo khiến anh giết Carmen.

## Bối cảnh
Camille du Locle, giám đốc nghệ thuật của Opéra-Comique, đã đặt hàng Bizet viết một vở opera dựa trên tiểu thuyết của Mérimée vào đầu năm 1873 để khởi diễn vào cuối năm. Tuy nhiên, khó khăn trong việc tìm kiếm vai nữ chính (leading lady) đã làm việc tập vở chậm trễ đến tận tháng 8 năm 1874. Bizet đã mua một ngôi nhà tại Bougival trên bờ sông Seine, nơi ông hoàn thành bảng dàn bè piano (piano score) vào mùa hè năm 1874, và mất hai tháng nữa để hoàn thành toàn bộ bản hoà âm.
Sau khi tiếp cận với ca sĩ Marie Roze, người khước từ tham gia, du Locle đề xuất vai diễn với giọng nữ trung (mezzo-soprano) là Célestine Galli-Marié. Những cuộc đàm phán tài chính về chi phí tham gia tiếp tục, và bà đã chấp nhận tham gia vào tháng 12 năm 1873, với mức giá 2,500 franc mỗi tháng trong bốn tháng. Rõ ràng bà đã không biết tới tiểu thuyết của Mérimée.
Trong thời gian tập vở, trợ lý của du Locle là de Leuven đã lên tiếng lo ngại về cốt truyện của vở opera, và gây sức ép với Bizet và những người viết lời thay đổi phần kết kiểu bi kịch. De Leuven cảm thấy rằng các gia đình sẽ bị sốc khi xem một vở opera "đồi truỵ" đến như vậy trên sân khấu Opéra-Comique vốn đã có danh tiếng là một nhà hát gần gũi với các gia đình, với nhiều lô được các bậc cha mẹ sử dụng để phỏng vấn trước người con rể tương lai của họ. Những người viết lời đã đồng ý thay đổi phần kết, nhưng Bizet từ chối, trực tiếp dẫn tới việc de Leuven rút lui khỏi nhà hát đầu năm 1874.
Những người viết lời đã làm dịu bớt một số yếu tố quá cực đoan trong tiểu thuyết của Mérimée, dù đã có lời phàn này rằng điều này, và sự tham gia gần gũi của Bizet vào việc hình thành lời thoại chủ yếu là để thực hiện mong muốn cho vở opera gần gũi hơn với tác phẩm của Pushkin mà thôi.
Việc tập toàn vở bắt đầu tháng 10 năm 1874. Dàn nhạc của Opéra-Comique tuyên bố bản nhạc là không thể chơi được, và việc phân phối các vai diễn gặp khó khăn theo các chỉ đạo của Bizet. Tuy nhiên, sự phản đối mạnh nhất chính là từ du Locle, người ưa thích Bizet về mặt cá nhân, nhưng ghét opera. Ở giai đoạn này, Opéra-Comique đang gặp khó khăn về tài chính, dẫn tới việc du Locle tin rằng opera sẽ làm cho công ty gặp thêm khó khăn, thể loại này đã không hề mang lại một thành công thực sự nào từ vở Faust của Charles Gounod.
Những người viết lời, mà đối với họ Carmen "không quan trọng mấy" (họ có bốn vở opera khác đang diễn ở Paris ở thời điểm đó), bí mật tìm cách xúi giục các ca sĩ bi kịch hoá vở diễn nhằm mục đích làm giảm ảnh hưởng của tác phẩm. Tuy nhiên, với sự vui sướng của Bizet, những buổi tập cuối cùng dường như đã thuyết phục được đa số nhà chuyên môn về opera.

## Các vai
| Vai | Kiểu giọng    | Vai đầu tiên, 3 tháng 3 năm 1875 (Chỉ huy: Adolphe Deloffre) |
| --- | ------------- | ------------------------------------------------------------ |
| Carmen, Một cô gái Gypsy | mezzo-soprano | Célestine Galli-Marié                                        |
| Don José, Hạ sĩ trung đội kỵ binh | tenor         | Paul Lhérie                                                  |
| Escamillo, Người đấu bò | bass-baritone | Jacques Bouhy                                                |
| Micaëla, Một cô gái làng | soprano       | Marguérite Chapuy                                            |
| Zuniga, Trung uy trung đội kỵ binh | bass          | Eugène Dufriche                                              |
| Moralès, Hạ sĩ trung đội kỵ binh | baritone      | Edmond Duvernoy                                              |
| Frasquita, Bạn của Carmen | soprano       | Alice Ducasse                                                |
| Mercédès, Bạn của Carmen | mezzo-soprano | Esther Chevalier                                             |
| Lillas Pastia, Một chủ quán trọ | nói           | M. Nathan                                                    |
| Le Dancaïre, Buôn lậu | baritone      | Pierre-Armand Potel                                          |
| Le Remendado, Buôn lậu | tenor         | Barnolt                                                      |
| Một người dẫn đường | nói           | M. Teste                                                     |
| Hợp xướng: Các binh sĩ, các chàng thanh niên, các cô gái trong xưởng quấn thuốc, những người hâm mô Escamillo, các cô gái gypsie, các nhà buôn và người bán cam, cảnh sát, những người đấu bò, người dân, những chú bé. |               |                                                              |

## Bảng tóm tắt
Địa điểm: Sevilla, Tây Ban Nha
Thời điểm: 1830
Ghi chú: trong phiên bản Oeser, các Màn III và IV được biểu diễn như Màn III cảnh i và Màn III cảnh ii

### Màn 1
Một quảng trường tại Sevilla. Bên phải là một nhà máy quấn thuốc lá, bên trái là một trại lính, với một cây cầu ở phía sau.
Moralès và các binh sĩ khác lang thang trước trại lính bình luận về những người qua đường ("Sur la place, chacun passe"). Micaëla xuất hiện hỏi thăm Don José, một hạ sĩ, nhưng cô được Moralès cho biết anh ta vẫn đang trực, vì thế sao cô không ở lại và chờ với họ? Cô chạy đi và nói mình sẽ quay lại sau. Zuniga và José xuất hiện với đội lính gác mới, được một đám trẻ em đường phố chạy theo và bắt chước ("Avec la garde montante").
Chuông nhà máy rung và các cô gái quấn thuốc xuất hiện từ nhà máy, được các chàng trai trẻ đã tụ tập tại đó chào đón và tán tỉnh ("La cloche a sonné"). Các cô gái vào đang hút thuốc lá, và cuối cùng Carmen xuất hiện, và tất cả các chàng trai đều hỏi cô khi nào cô sẽ yêu họ ("Quand je vous aimerai?"). Cô trả lời bằng điệu nhảy Habanera ("L'amour est un oiseau rebelle") nổi tiếng: "Tình yêu là một chú chim nổi loạn không ai có thể thuần hoá [...] Chú chim không bao giờ biết tới luật lệ. Nếu anh không yêu em mà em yêu anh, nếu em yêu anh thì anh hãy giữ mình đấy!". Khi họ yêu cầu cô chọn một người trong số họ, ("Carmen! sur tes pas, nous nous pressons tous!") cô đã lấy một bông hoa từ áo lót của mình và ném nó vào Don José, người không hề quan tâm tới cô, trước khi quay trở lại nhà máy với những cô gái khác. José bực mình với thái độ trơ tráo của cô.
Micaëla quay trở lại và trao cho anh một bức thư —và một nụ hôn— từ mẹ anh ("Parle-moi de ma mère!"). José thiết tha nhớ về quê nhà, đọc bức thư và biết rằng mẹ anh muốn anh quay trở về và lấy vợ. Micaëla bối rối và đi ra, nhưng Don José tuyên bố rằng anh sẽ cưới cô.
Ngay khi cô đi, những tiếng thét vang lên từ nhà máy và đám phụ nữ tuôn ra, hét ầm ỹ ("Au secours! Au secours!"). Don José và Zuniga phát hiện rằng Carmen đã đánh nhau với một phụ nữ và dùng dao rạch mặt cô ta. Zuniga hỏi Carmen có trình bày gì không, nhưng cô trả lời một cách hỗn xược với một bài hát ("Tra la la"). Zuniga ra lệnh cho José canh gác cô trong khi ông viết trát bỏ tù. Các phụ nữ quay lại nhà máy và các binh sĩ về trại. Để trốn, Carmen đã quyến rũ José với một Seguidilla ("Près des remparts de Séville") về một buổi chiều cô sẽ trải qua với người tình tiếp sau của mình người "chỉ là một hạ sĩ"; José đầu hàng và cởi trói tay cho cô. Zuniga quay trở lại và Carmen giả như cho người ta dẫn mình đi nhưng bất ngờ quay trở lại, đẩy ngã José xuống đất, và khi đám các cô gái quấn thuốc vừa cười vừa vây lấy Zuniga, cô chạy trốn.

### Màn 2
Buổi chiều tại quán trọ của Lillas Pastia, các bàn rải rác xung quanh; các sĩ quan và những cô gái gypsy đang ngồi thư giãn sau bữa tối
Một tháng đã qua. Carmen và các bạn Frasquita và Mercédès đang hát và nhảy ("Les tringles des sistres tintaient"). Lillas Pastia đang tìm cách tống khứ các sĩ quan, vì thế Zuniga mời Carmen và những người bạn của cô tới nhà hát, nhưng cô chỉ nghĩ tới José, người đã bị giáng cấp và bắt giam vì đã để cô trốn thoát, và vừa được thả ra ngày hôm trước. 
Tiếng của một đám rước chạy theo Escamillo đi qua phía ngoài, và đấu sĩ được mời vào trong ("Vivat, vivat le Toréro"). Escamillo hát bài hát của người đấu bò ("Votre toast, je peux vous le rendre"), và tán tỉnh Carmen, nhưng Carmen nói với anh ta rằng trong thời điểm hiện tại đừng mơ tới việc trở thành người tình của cô.
Khi tất cả mọi người trừ Carmen, Frasquita và Mercédès đã đi, những tay buôn lậu Dancaïre và Remendado tới và nói với các cô gái về kế hoạch sắp xếp hàng lậu họ đã mang về qua Gibraltar (Quintet: "Nous avons en tête une affaire"). Carmen từ chối tham gia với họ, nói trước sự kinh ngạc của họ rằng cô đang yêu.
Khi giọng của José xuất hiện ("Halte là!"), Dancaïre nói với Carmen cô phải tìm cách lôi kéo Don José gia nhập với họ. Một mình bên nhau, José trả lại cho Carmen một đồng xu vàng cô đã gửi cho anh trong tù và cô bảo người đi mua hoa quả và rượu.
Carmen làm José bực tức với câu chuyện cô nhảy cho các sĩ quan xem nhưng sau đó nhảy với castanet chỉ cho riêng mình anh ("Je vais danser en votre honneur...Lalala"). Khi cô đang hát có tiếng kèn gọi lính về trại.
Carmen nổi giận khi José nói rằng mình phải đi, nhưng anh đã khiến cô phải im lặng khi đưa ra bông hoa cô đã ném vào anh, mà anh đã giữ khi đang ở trong ngục như một bằng chứng về tình yêu của mình (the Flower Song — "La fleur que tu m'avais jetée"). Carmen lặng yên và hỏi anh có muốn sống cuộc đời gypsy của cô không nếu anh yêu cô ("Non, tu ne m'aimes pas").
Bức tranh của cô về một cuộc sống tự do đã lôi cuốn anh nhưng cuối cùng anh từ chối nói rằng mình sẽ không bao giờ là một kẻ đảo ngũ. Anh bắt đầu đi ra khi Zuniga bước vào tìm kiếm Carmen. Don José chĩa kiếm vào sĩ quan của mình, nhưng trước khi họ đánh nhau những tên buôn lậu xuất hiện và tước vũ khí cả hai người. Zuniga bị giữ làm tù nhân ("Bel officier") và José không có lựa chọn nào khác phải chạy trốn với họ ("Suis-nous à travers la campagne").

### Màn 3
Một nơi núi đá hoang dã vào buổi đêm
Những kẻ buôn lậu cùng với Carmen và José đang đi cùng hàng lậu ("Écoute, écoute, compagnons"), nhưng Carmen đã chán José, và không giấu giếm điều này, chế nhạo anh quay trở về làng của mình.
Carmen, Frasquita và Mercédès bói các quân bài ("Mêlons! Coupons!"): Frasquita và Mercédès tiên đoán tình yêu và lãng mạn, của cải và giàu sang, nhưng những quân bài của Carmen dự báo cái chết cho cả cô và José ("En vain pour éviter les réponses amères"). Những kẻ buôn lậu yêu cầu các cô gái tới và quyến rũ các nhân viên hải quan ("Quant au douanier, c'est notre affaire") và tất cả mọi người đi ra, để lại José ghen tức ngồi canh đống hàng.
Micaëla tới với một người dẫn đường tìm kiếm José. Cô cho người dẫn đường đi ra và thề nguyền để đưa Don José xa khỏi Carmen ("Je dis que rien ne m'épouvante"). Cô thấy José đang bắn một khẩu súng, và giấu nó trong đá. Chính Escamillo là người bị José bắn, nhưng khi anh ta tới José vẫn chào đón, cho tới khi anh ta nói mình và Carmen đang say đắm với nhau và nói với José câu chuyện tình cảm của Carmen với một người lính, không nhận ra người đó chính là José.
José thách Escamillo đấu dao, nhưng Escamillo đấu kiểu thế thủ, làm José tức điên. Họ đấu một lần nữa và José thua cuộc nhưng Escamillo khoan dung tha cho anh, nói rằng công việc của anh ta là giết bò, chứ không phải giết người. Lần thứ ba họ đấu, dao của Escamillo bị gãy, nhưng anh ta được những tên buôn lậu và Carmen đã quay trở lại cứu sống ("Holà, holà José"). Escamillo ra đi, nhưng mời Carmen và những kẻ buôn lậu tới trận đấu bò tiếp theo của anh ta tại Sevilla.
Remendado tìm ra Micaëla đang núp, và cô nói với José rằng mẹ anh muốn được gặp anh. Carmen chế giễu anh và đầu tiên José từ chối ra đi ("Non, je ne partirai pas!"), cho tới khi Micaëla nói với anh rằng mẹ anh sắp chết. Thề nguyền rằng mình sẽ quay lại với Carmen, anh ra đi.
Khi anh đi, có tiếng hát của Escamillo ở đằng xa. Carmen vội chạy tới nơi đó, nhưng José đã chặn đường cô.

### Màn 4
Một quảng trường phía trước vũ đài tại Sevilla: ngày diễn ra trận đấu bò; cảnh nhộn nhịp
Đó là ngày diễn ra trận đấu mà Escamillo đã mời những kẻ buôn lậu. Quảng trường đầy ắp người, với các lái buôn, những cô gái gypsy bán các loại hàng hoá của mình ("À deux cuartos!"). Zuniga, Frasquita và Mercédès ngồi trong đám đông và các cô gái nói với Zuniga rằng Carmen hiện ở cùng Escamillo.
Đám đông và trẻ em hát hò và hoan hô với đám rước khi các đấu sĩ tới ("Les voici! voici la quadrille"). Carmen và Escamillo được đám đông chào đón và thể hiện tình yêu của họ, Carmen thêm rằng cô chưa từng bao giờ yêu một ai nhiều như thế ("Si tu m'aimes, Carmen").
Sau khi Escamillo đã vào đấu, Frasquita cảnh báo Carmen rằng José đang ở trong đám đông ("Carmen! Prends garde!"), nhưng Carmen tỏ vẻ khinh bỉ sự sợ sệt của họ. Trước khi vào được vũ đài cô gặp José đang tuyệt vọng ("C'est toi? C'est moi!").
Anh cầu xin cô quay lại với tình yêu của mình và bắt đầu một cuộc sống với anh ở một nơi xa khác. Cô lặng lẽ trả lời rằng mình không còn yêu anh nữa và sẽ không nhượng bộ - cô đã sinh ra trong tự do và sẽ chết trong tự do.
Có những tiếng hoan hô từ bên trong và Carmen tìm cách chạy vào, nhưng José ngăn cản cô. Anh ta hỏi một lần cuối liệu cô có quay lại, nhưng cô ném trả một cách khinh bỉ chiếc nhẫn anh đã trao cho cô ("Cette bague, autrefois").
José đâm Carmen ("Eh bien, damnée") khi Escamillo đang được hoan nghênh ở phía trong, với giai điệu hợp xướng ‘Toreador Song’, Carmen chết. Don José quỳ xuống trong tuyệt vọng bên cạnh cô. Đám khán giả tràn ra ngoài đấu trường và thấy José ("Ah! Carmen! ma Carmen adorée!"), đang xưng tội của mình trên xác Carmen.

## Lịch sử trình diễn
Buổi trình diễn đầu tiên diễn ra ngày 3 tháng 3 năm 1875, cùng ngày hôm đó Bizet được trao Légion d'honneur. Trong số khán giả không chỉ có nhiều nhà soạn nhạc nổi tiếng: Charles Gounod, Jules Massenet, Léo Delibes, Charles Lecocq và Jacques Offenbach, mà gồm cả các ca sĩ Hortense Schneider, Zulmar Bouffar, Anna Judic, Jean-Baptiste Faure; các nhà xuất bản như Heugel, Choudens và Hartmann; Jules Pasdeloup, Alphonse Daudet và Dumas con.
Theo nhật ký của Halévy, buổi khai diễn không diễn ra tốt. Dù đã có những tiếng gọi màn sau Màn I, và tiết mục diễn trong lúc nghỉ (entr'acte) tới Màn II và bài hát của Escamillo được tán thưởng, các Màn III và IV chỉ gặp được sự im lặng, ngoại trừ đoạn aria của Micaëla ở Màn III. Những lời phê bình rất gay gắt, cho rằng lời nhạc không đủ cho kịch. Bizet cũng bị cả hai bên trong cuộc tranh luận Wagnerian lên án, Ernest Reyer và Adolphe Jullien chỉ trích ông vì không theo một cách đích đáng phong cách của Wagnerm, trong khi những người khác chỉ trích ông vì đã khiến dàn hợp xướng trở nên quan trọng hơn các giọng ca.
Tuy nhiên, một số ít nhà phê bình, như Joncières và nhà thơ Théodore de Banville, đã ca tụng tác phẩm vì tính đột phá của nó. Banville tán dương những người viết lời vì đã viết lời cho các nhân vật một cách chân thực hơn những vai thường thấy trên Opéra-Comique. Tuy vậy, với những bình luận không tích cực, vở opera vẫn gắng để đạt được 48 buổi diễn trong đợt đầu tiên và đóng sau tháng 1. Tới cuối đợt diễn, ban quản lý đã bán sỉ toàn bộ vé trong một cố gắng vô ích nhằm lấp đầy chỗ. D'Indy, người đã tham gia tham gia từ đầu trong đợt diễn chơi đàn đạp hơi phía hậu trường để giữ Lhérie đúng điệu cho "Halte-la, dragons d’Alcala!" ở Màn II, thấy khán giả dần ít đi cho tới đêm cuối cùng, 15 tháng 2 năm 1876.

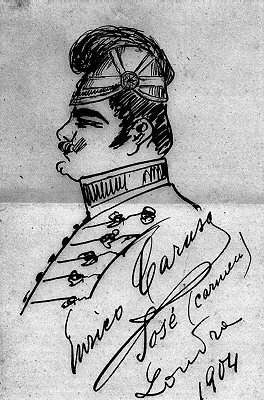
Bức phác hoạ bản thân của Enrico Caruso như nhân vật Don José trong Carmen, 1904

Bizet không sống để thấy thành công của vở opera của mình: ông mất ngày 3 tháng 6, chỉ sau buổi diễn thứ ba mươi. Ngày trước hôm chết ông đã ký hợp đồng cho việc trình diễn Carmen ở Vienna. Từ trước đó ba nhà soạn nhạc hàng đầu của châu Âu có thể được tính là những người ngưỡng mộ ông: Richard Wagner, Johannes Brahms và Pyotr Tchaikovsky. Friedrich Nietzsche (trong The Case of Wagner) ca ngợi Bizet và đề cao các yếu tố ngoại lai của bảng phổ, cũng như là sự trong sáng về cấu trúc; "nó xây nên, tổ chức, kết thúc".
Tại đợt công diễn thứ hai này ở Hofoper tại Vienna ngày 23 tháng 10 năm 1875, công chúng không hề bị ảnh hưởng bởi các truyền thống của Opéra-Comique hay của thể loại, và ở quê nhà của âm nhạc Đức không có gì gợi nhớ tới Wagner dù chỉ là nhỏ nhất, vì thế khán giả đã có thể thưởng thức Carmen với các tính chất riêng của nó.
Sau đợt diễn được đón nhận tốt ở Vienna, vở opera được diễn năm 1876 ở Brussels (tháng 2), Antwerp (tháng 4) và Budapest (tháng 10); tới năm 1878 nó được trình diễn tại St Petersburg, Stockholm, London, Dublin, New York và Philadelphia và vào năm 1879 nó đến tận Australia (Opera House, Melbourne, 14 tháng 5). Buổi trình diễn đầu tiên tại Tây Ban Nha diễn ra ngày 2 tháng 8 năm 1881 tại Teatro Lirico Barcelona với Galli-Marié; Madrid được xem vở ngày 2 tháng 11 năm 1887 tại Teatro de la Zarzuela. Galli-Marié đã tái tạo vai diễn chân dung của mình trong buổi trình diễn đầu tiên tại Italia (Naples) năm 1879, sau đó là Barcelona và Anh Quốc, và từ ngày 27 tháng 10 năm 1883 một lần nữa tại Paris.
Sau khi tái xuất tại Paris năm 1883, nó cũng nhanh chóng nổi tiếng, đạt tới buổi diễn thứ 500 tại Opéra-Comique ngày 23 tháng 10 năm 1891 và 1,000 ngày 23 tháng 12 năm 1904. Trong thế kỷ sau đó, nõ vẫn là một phần của vốn tiết mục opera căn bản.
Vai chính được viết cho giọng nữ trung (mezzo-soprano), nhưng bảng phổ đầy đủ xuất bản năm 1877 đưa ra những thay thế giọng nữ cao (soprano) cho Carmen, và điễu này đã dẫn tới việc một số giọng soprano trình diễn và thu âm vai này; các giọng nữ trầm cũng thỉnh thoảng được thể hiện vai Carmen. Ca sĩ không chỉ phải có một âm vực rộng, mà phải có khả năng diễn xuất kịch siêu hạng để thể hiện tính cách phức tạp của Carmen, và có thể nhảy một cách lôi cuốn trên sân khấu.
Nhiều đoạn từ vở opera này đã trở nên nổi tiếng bên ngoài sàn diễn. Flower song, Toréador's Song và Habanera đều là những bài được nhiều giọng ca ưa thích. Hai bản tổ khúc cho dàn nhạc đã được Fritz Hoffmann soạn: bản đầu gồm một khúc dạo đầu và nhiều đoạn xen giữa các màn, bản thứ hai gồm các bài có lời được soạn cho dàn nhạc.

## Các yếu tố kịch

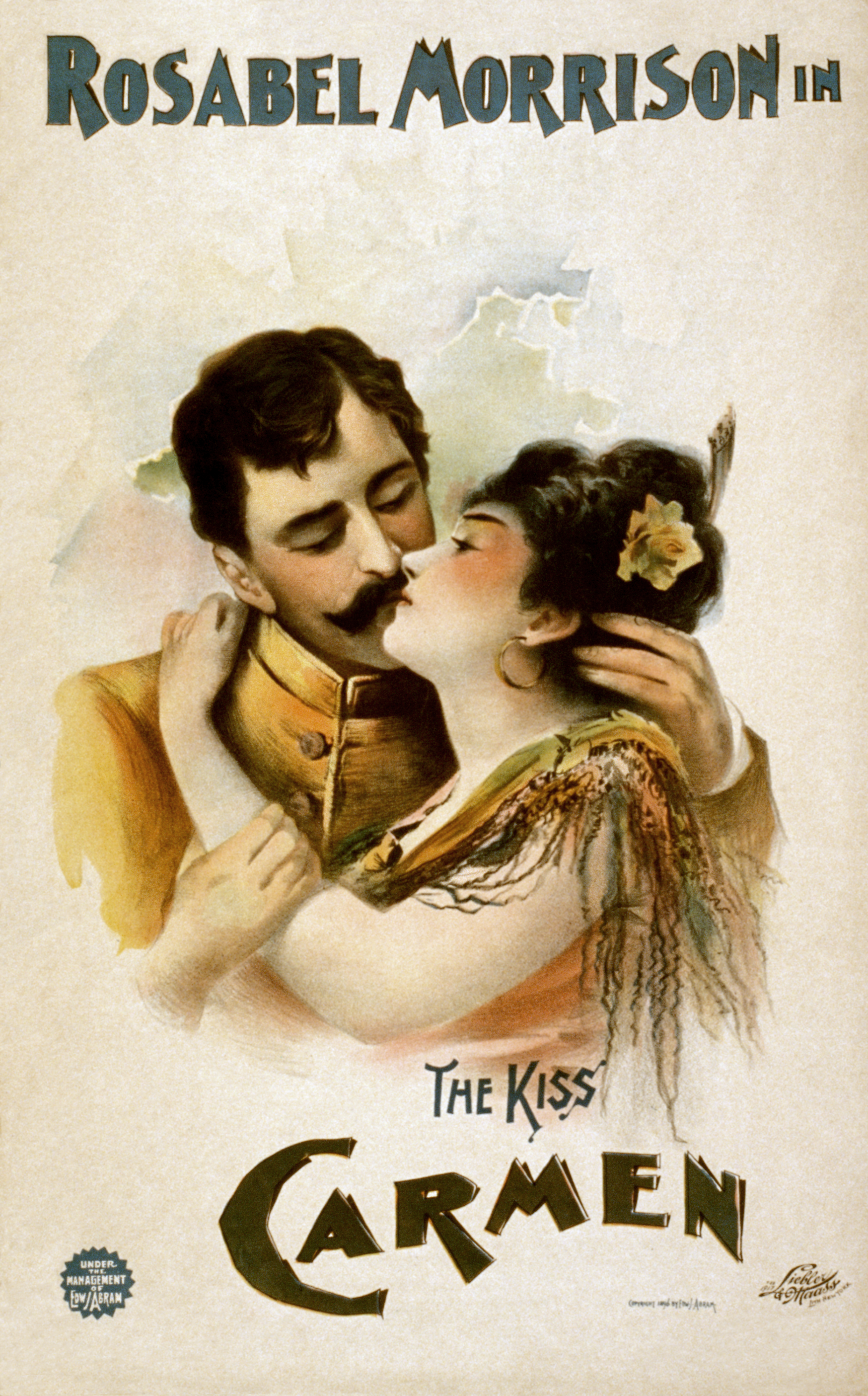
Một poster cho một phiên bản của Mỹ năm 1896 với Rosabel Morrison

Vở Carmen rất cải tiến trong kịch tính: các màn hài xen lẫn với các cảnh kịch opéra truyền thống với chủ nghĩa hiện thực tuyệt đối. Sự tranh cãi đầu tiên, thậm chí trước cả buổi khai diễn, là về những khía cạnh gây sốc của cốt truyện, dù Bizet và những người viết lời đã giảm bớt một số yếu tố trong tiểu thuyết của Mérimée. Rắc rối với Carmen là, tuy giữ lại những vẻ ngoài của thể loại, như ngôn ngữ thoại, nó không chỉ lấy các nhân vật từ đời sống bình thường - một hạ sĩ, một cô gái gypsy bừa bãi, một thần tượng thể thao - nó đã dám đề cập tới những tình cảm của họ một cách nghiêm túc nhất.
Carmen sẽ luôn là một thách thức với những nữ nghệ sĩ vĩ đại nhất. Tính cách dễ dãi của cô với đàn ông (như cô giải thích trong đoạn Habanera) hoàn toàn thuộc trong nhân vật cô. Carmen ngả theo định mệnh và khoái lạc, sống hoàn toàn ở hiện tại. Thuyết định mệnh của Carmen đã được thể hiện rõ trong cảnh bói bài, đã được Bizet thay đổi nhiều, trong đó cô chấp nhận sự báo trước cái chết. Trong Màn I cô trả lời Zuniga khi bị bắt bằng một đoạn dịch từ bài thơ của Pushkin: "J’aime un autre et je meurs en disant que je l’aime" (Tôi yêu một người khác và tôi sẽ chết khi nói rằng tôi yêu anh ta), và báo trước những câu cô sẽ nói ở cuối vở opera. 
Carmen là một phụ nữ sẵn sàng dâng hiến hoàn toàn, nhận thức được mức độ những gì con người phản ứng với quyết định này nhưng đổi lại cô sẽ yêu cầu điều tương tự từ người cô yêu. Được thể hiện như một "người chủ tự do, độc lập với tất cả các quyết định của mình", sức mạnh và khả năng thể hiện của Carmen, sự im lặng chấp nhận số phận của cô, và đặc biệt của cái chết của cô cho thấy "sự kiểm soát nội tâm, sức mạnh của tính khí, cá tính và vẻ đẹp..." của cô.
José không thích hợp với tính tình hay thay đổi của Carmen, thể hiện sự chung thủy, không giống như những nhân vật nam khác trong vở, những người coi cô có thể là thuộc về mình. José mơ rằng mình có thể sở hữu và bù đắp cho cô. Dòng dõi của Don José và sự biến chất đạo đức của anh từ một người lính bình thường trọng danh dự thành một tên cướp giết người đã được các nhà viết lời và soạn nhạc vẽ ra "từ một người đồng loã sai trái với hành động chạy trốn của Carmen, tới đảo ngũ, kháng cự bằng vũ khí với một sĩ quan và buôn lậu, tới giết người".
Các cảnh Carmen và José xuất hiện cùng nhau thể hiện những cung bậc trong mối quan hệ của họ. Đoạn Seguidilla ở Màn I là sự quyến rũ, lần thứ hai ở Màn II là sự xung đột, và lần cuối ở Màn IV —mà các nhà viết lời đã có một sự thay đổi khôn ngoan khi đưa từ vùng núi non (Mérimée) đến bên ngoài trường đấu bò— là một sự giải quyết bi kịch.
Micaëla và Escamillo, những nhân vật không nổi bật trong tiểu thuyết, đã không được phát triển như hai vai chính; họ không ở ngoài vị trí trong một vở kịch opera truyền thống. Micaëla thích hợp với tính cách của José và môi trường đạo đức của anh trước khi anh gặp Carmen, trong khi Escamillo thể hiện một người đàn ông có thái độ bình thường hơn với Carmen. Âm nhạc của Micaëla được phát triển từ các bài thơ trữ tình opera của Gounod, trong khi Escamillo là một kiểu anh em trong âm nhạc của Ourrias trong Mireille. Trong bài 'Toreador Song' của Escamillo (bài mà ca sĩ bị đòi hỏi phải hát 'một cách ngốc nghếch'), Bizet đã biết rằng bài hát sẽ trở nên nổi tiếng, nhưng bình luận rằng "Họ muốn những thứ rác rưởi của mình, và sẽ có nó".

## Các yếu tố âm nhạc

### Sửa đổi
Bố cục ban đầu của Bizet cho Carmen có các đoạn hội thoại nói. Sau khi Bizet chết, bạn ông Ernest Guiraud đã viết các đoạn hát nói cho buổi khai diễn ở Vienna năm 1875. Chúng được sử dụng ở mọi nơi ngoại trừ tại Opéra-Comique, nơi một phiên bản đối thoại đã rút gọn vẫn được giữ lại trong danh mục diễn tới thập niên 1950 (với một vở có đoạn hát nói của Guiraud cho Micaëla ở Màn III). Ngày 10 tháng 11 năm 1959, Carmen được chuyển sang Paris Opéra, "trong một phiên hùng vĩ và mở rộng với những bảng phân vai lớn, cả người và thú... hầu hết các đoạn hát nói của Guiraud, và với sự dự khán của Tổng thống de Gaulle". Các đoạn hát nói được cho là làm hại tới tổng thể tác phẩm; chúng huỷ hoại nhịp điệu đã được Bizet cẩn thận trù tính, và làm ảnh hưởng mạnh tới quá trình mô tả tính cách nhân vật. Được tìm thấy trong mọi bảng phổ từ năm 1875 tới năm 1964, và được cho vào mà không hề có lời xin lỗi của nhà xuất bản, chúng thỉnh thoảng vẫn được sử dụng tại những nhà hát lớn, như Metropolitan, nơi hội thoại nói khó được sắp đặt.
Một phiên bản mới năm 1964 do Fritz Oeser biên tập tuyên bố rằng đã tái lập phiên bản nguyên gốc của Bizet bằng cách gồm thêm các phần đã bị cắt bỏ từ lần khai diễn cũng như lấy lại các đoạn hội thoại. Không may thay, Oeser không nhận ra rằng một phần lớn đã bị chính Bizet cắt trước cuộc công diễn đầu tiên nhằm đạt được sự tập trung vào yếu tố kịch. Oeser cũng thực hiện những thay đổi lớn với các hướng dẫn sân khấu và viết lại một số đoạn lời nhạc kịch. Bảng phổ duy nhất đáng tin cậy của nhà soạn nhạc là bảng phổ phát âm năm 1875.
Đa số các lần ghi âm từ khi phiên bản của Oeser được xuất bản sắp đặt lại các phiên bản của Opéra-Comique, Oeser và Guiraud. Bản ghi năm 1970 của de Burgos gồm cảnh câm Màn I với Moralès và hợp xướng. Bản ghi do Michel Plasson tiến hành có đặc điểm ở biến thể đầu của Habanera của Carmen ("L'amour est enfant de bohème"), cũng như những bản thông thường. Bản ghi của Sir Georg Solti hầu hết tuân theo bảng phổ của Opéra-Comique, với một số điểm thêm vào từ Oeser, gồm cả một phiên bản khác của đoạn mở màn Màn III, một sự kéo dài cảnh đánh nhau trong Màn I, và (với một số cắt bỏ) đối thoại nguyên gốc.

## Thu âm
| Năm  | Vai (Carmen, José, Micaëla, Escamillo)                                  | Chỉ huy, Nhà hát và Dàn nhạc                                                                                               | Nhãn hiệu                                                              | Phiên bản |
| ---- | ----------------------------------------------------------------------- | --- | ---------------------------------------------------------------------- | --------- |
| 1908 | Emmy Destinn, Karl Jörn, Minnie Nast, Hermann Bachmann                  | Không rõ chỉ huy, Không rõ dàn nhạc, diễn bằng tiếng Đức                                                                   | Audio CD: Aura Music Cat: LRC 1900                                     | Hát nói   |
| 1911 | Marguerite Mérentié, Agustarello Affre, Aline Vallandri, Henri Albers   | François Ruhlmann, Chœur de l'Opéra-Comique, l'Orchestre Symphonique                                                       | Pathé                                                                  | Đối thoại |
| 1927 | Lucy Perelli, Jose de Trevi, Yvonne Brothier, Louis Musy                | Piero Coppola, Chœur et Orchestre de l'Opéra-Comique                                                                       | HMV / Victor                                                           | —         |
| 1928 | Raymonde Visconti, Georges Thill, Marthe Nespoulous, Louis Guénot       | Élie Cohen, Chœur de l'Opéra-Comique, l'Orchestre Symphonique de Paris                                                     | Audio CD: Columbia Recording Cat: 27809 (Remastered on Pristine Audio) | —         |
| 1931 | Gabriella Besanzoni, Piero Pauli, Maria Carbone, Ernesto Besanzoni      | Carlo Sabajno, Teatro alla Scala Orchestra and chorus, diễn bằng tiếng Italia                                              | Audio CD: Myto Records                                                 | —         |
| 1932 | Aurora Buades, Aureliano Pertile, Ines Alfani Tellini, Benvenuto Franci | Lorenzo Molajoli, Teatro alla Scala Orchestra and chorus, diễn bằng tiếng Italia                                           | Audio CD: Phonographe Records                                          | —         |
| 1942 | Germaine Cernay, Raymond Berthaud, Ginette Guillamat, Lucien Lovano     | Désiré-Émile Inghelbrecht, Chorus and Orchestra                                                                            | Audio CD: Malibran — Music, lần đầu được phát trên Radio Provence      | Đối thoại |
| 1950 | Solange Michel, Raoul Jobin, Martha Angelici, Michel Dens               | André Cluytens, Chœur et Orchestre de l'Opéra-Comique                                                                      | Audio CD: Naxos Historical Cat: 8.110238-39                            | Đối thoại |
| 1951 | Risë Stevens, Jan Peerce, Licia Albanese, Robert Merrill                | Fritz Reiner, RCA Victor Orchestra                                                                                         | Audio CD: RCA Victor Red Seal ASIN: B000003ESM                         | Hát nói   |
| 1951 | Suzanne Juyol, Libera de Luca, Janine Micheau, Julien Giovannetti       | Albert Wolff, Chorus and Orchestra of the Opéra-Comique                                                                    | Audio CD: Preiser (originally Decca)                                   | Hát nói   |
| 1959 | Victoria de los Ángeles, Nicolai Gedda, Janine Micheau, Ernest Blanc    | Sir Thomas Beecham, Orchestre Philharmonique de Radio France                                                               | Audio CD: EMI Classics ASIN: B00004VVZC                                | Hát nói   |
| 1964 | Maria Callas, Nicolai Gedda, Andrea Guiot, Robert Massard               | Georges Prêtre, Orchestre du Théâtre National de l'Opéra de Paris                                                          | Audio CD: EMI Classics ASIN: B000002RXS                                | Hát nói   |
| 1963 | Leontyne Price, Franco Corelli, Mirella Freni, Robert Merrill           | Herbert von Karajan, Vienna Philharmonic orchestra, Vienna State Opera chorus                                              | Audio CD: RCA Victor Cat: 6199-2-RG                                    | Hát nói   |
| 1967 | Grace Bumbry, Jon Vickers, Mirella Freni, Justino Díaz                  | Herbert von Karajan, Vienna Philharmonic orchestra, Vienna State Opera chorus                                              | DVD: Deutsche Grammophon Cat: 00440 073 4032                           | Đối thoại |
| 1970 | Grace Bumbry, Jon Vickers, Mirella Freni, Kostas Paskalis               | Rafael Frühbeck de Burgos, Chor. & Orch. of the Théâtre National de l'Opéra                                                | Audio CD: EMI Classics Cat: 724358550528                               | Đối thoại |
| 1973 | Marilyn Horne, James McCracken, Adriana Maliponte, Tom Krause           | Leonard Bernstein, Metropolitan Opera orchestra and chorus                                                                 | Audio CD: Deutsche Grammophon Cat: 0 28942 74402 8                     | Đối thoại |
| 1975 | Tatiana Troyanos, Plácido Domingo, Kiri Te Kanawa, José van Dam         | Sir Georg Solti, John Alldis Choir, choristers from Haberdashers' Aske's Boys' School, London Philharmonic Orchestra       | Audio CD: Decca ASIN: B00002DDOB Cat: 414 489-2                        | Đối thoại |
| 1977 | Teresa Berganza, Plácido Domingo, Ileana Cotrubaş, Sherrill Milnes      | Claudio Abbado, London Symphony Orchestra                                                                                  | Audio CD: Deutsche Grammophon ASIN: B000001G89                         | Đối thoại |
| 1978 | Elena Obraztsova, Plácido Domingo, Isobel Buchanan, Yuri Mazurok        | Carlos Kleiber, Wiener Staatsoper orchestra and chorus                                                                     | DVD: TDK DVD Video Cat: 8 24121 00097 4                                | Đối thoại |
| 1983 | Agnes Baltsa, José Carreras, Katia Ricciarelli, José van Dam            | Herbert von Karajan, Berliner Philharmoniker                                                                               | Audio CD: Deutsche Grammophon ASIN: B000001G4J                         | Đối thoại |
| 1984 | Julia Migenes, Plácido Domingo, Faith Esham, Ruggero Raimondi           | Lorin Maazel, Orchestre National de France, Chorus and Children's Chorus of Radio France (Film directed by Francesco Rosi) | DVD: Sony Pictures ASIN: B000022TSV (Carmen (1984 film))               | Đối thoại |
| 1988 | Jessye Norman, Neil Shicoff, Mirella Freni, Simon Estes                 | Seiji Ozawa, Orchestre National de France French National Radio Chorus                                                     | Audio CD: Philips Cat: V 72473                                         | Đối thoại |
|      | Agnes Baltsa, José Carreras, Leona Mitchell, Samuel Ramey               | James Levine, Metropolitan Opera orchestra and chorus                                                                      | DVD: Deutsche Grammophon Cat: 00440 073 0009                           | Đối thoại |
| 2003 | Angela Gheorghiu, Roberto Alagna, Inva Mula, Thomas Hampson             | Michel Plasson, Orchestre national du Capitole de Toulouse                                                                 | Audio CD:EMI Classics ASIN: B000083GOD                                 | Hát nói   |

Ghi chú: "Cat:" là viết tắt của số catalogue theo nhãn hiệu công ty; "ASIN" là số tham khảo sản phẩm của amazon.com.

## Phóng tác

### Phóng tác
Một số nhà soạn nhạc cổ điển đã sử dụng các chủ đề từ Carmen làm cơ sở cho các tác phẩm của riêng mình.
Một số trong số đó, như Carmen Fantasy của Pablo de Sarasate (1883) cho violin và dàn nhạc, Carmen Fantasie của Franz Waxman (1946) cho violin và dàn nhạc và Variations on a theme from Carmen Vladimir Horowitz cho piano solo là những tác phẩm bậc thầy trong truyền thống phóng tác trên những chủ đề opera.
Ferruccio Busoni đã viết một bản Sonatina (No. 6) cho piano với tên gọi Fantasia da camera super Carmen (1920), có sử dụng những chủ đề từ vở opera. Cũng có hai tổ khúc âm nhạc được sáng tác trực tiếp dựa trên vở opera của Bizet, thường được ghi âm và trình diễn trong những buổi hoà nhạc giao hưởng.

### Phim
Dưới đây là một danh sách các bộ phim phỏng theo, dựa trên vở opera và/hay tiểu thuyết.
- 1907 Carmen – Arthur Gilbert, đạo diễn; một bộ phim 12 phút của Anh.
- 1909 Carmen – Gerolamo Lo Savio, đạo diễn; một bộ phim Italia dựa trên tiểu thuyết.
- 1911 Carmen – Jean Durand, đạo diễn; một bộ phim Pháp với diễn viên Gaston Modot.
- 1912 Carmen – Theo Frenkel, đạo diễn; một bộ phim Anh.
- 1913 Carmen – Lucius Henderson, đạo diễn.
- 1913 Carmen – Stanner E.V. Taylor, đạo diễn.
- 1914 Carmen – Giovanni Doria và Augusto Turqui, đạo diễn; một sản phẩm hợp tác Tây Ban Nha-Italia dựa trên vở opera.
- 1915 Carmen – Cecil B. DeMille, đạo diễn; một bộ phim dài 65 phút được cho là dựa trên tiểu thuyết, bởi các nhà sản xuất không thể xin được quyền phỏng theo vở opera; tuy vậy nó gồm một số yếu tố cốt truyện từ vở opera, và đã được chiếu với âm nhạc dàn nhạc từ vở opera bởi Hugo Riesenfeld. Diễn viên chính Geraldine Farrar.
- 1915 Carmen – Raoul Walsh, đạo diễn; diễn viên chính Theda Bara.
- 1915 Burlesque on Carmen – Charlie Chaplin, đạo diễn
- 1918 Carmen – Ernst Lubitsch, đạo diễn; với Pola Negri và Harry Liedtke.
- 1921 Carmen – Ernesto Vollrath, đạo diễn; một bộ phim của Mexico.
- 1922 Carmen – George Wynn, đạo diễn; một bộ phim Anh.
- 1926 Carmen – Jacques Feyder, đạo diễn; diễn viên chính Raquel Meller.
- 1927 Carmen – H.B. Parkinson, đạo diễn; một bộ phim Anh.
- 1927 The Loves of Carmen – Raoul Walsh đạo diễn; diễn viên chính Dolores del Río.
- 1929 Carmen – Shunichi Takeuchi, đạo diễn; một bộ phim của Nhật Bản.
- 1931 Carmen – Cecil Lewis, đạo diễn; một bộ phim Anh.
- 1933 Carmen – Lotte Reiniger, đạo diễn; một bộ phim hoạt hình chín phút của Đức.
- 1938 Carmen la de Triana / Andalusische Nächte – Florián Rey, đạo diễn; một bộ phim Tây Ban Nha-Đức với diễn viên Imperio Argentina.
- 1941 Carmen – Một bộ phim của Phillipines
- 1943 Carmen – Luis César Amadori, đạo diễn; một bộ phim của Argentina.
- 1945 Carmen – Christian-Jaque, đạo diễn; một bộ phim của Pháp với Jean Marais và Viviane Romance.
- 1948 The Loves of Carmen – Charles Vidor, đạo diễn; dựa trên tiểu thuyết.
- 1954 Carmen Jones – Otto Preminger, đạo diễn; dựa trên bộ phim phỏng theo năm 1943 của Oscar Hammerstein II, Carmen Jones.
- 1959 Carmen la de Ronda – Tulio Demicheli, đạo diễn; một bộ phim Tây Ban Nha với diễn viên Sara Montiel và Maurice Ronet.
- 1960 The Wild, Wild Rose – Wong Tin-Lam, đạo diễn
- 1962 Carmen Get It! - Gene Deitch, đạo diễn
- 1967 Carmen – Herbert von Karajan đạo diễn và chỉ huy; một bộ phim theo vở opera với diễn viên Grace Bumbry và Jon Vickers.
- 1983 Carmen – Carlos Saura, đạo diễn; phim nhảy múa
- 1983 La Tragédie de Carmen – Peter Brook, đạo diễn; một bộ phim của sân khấu riêng của Brook.
- 1983 Prénom: Carmen – Jean-Luc Godard, đạo diễn; một bộ phim hiện đại phỏng theo không thật sự đúng theo nguyên tác.
- 1984 Carmen – Francesco Rosi, đạo diễn; một bộ phim theo vở opera diễn viên Julia Migenes và Plácido Domingo
- 1990 Carmen on Ice – Horant H. Hohlfeld, tác giả và đạo diễn
- 2001 Carmen: A Hip Hopera – Robert Townsend, đạo diễn
- 2001 Karmen Gei – Joseph Gaï Ramaka đạo diễn; đặt bối cảnh ở Dakar, Senegal và hát bằng tiếng Pháp và Wolof.
- 2003 Carmen – Vicente Aranda, đạo diễn
- 2005 U-Carmen eKhayelitsha – Mark Dornford-May, đạo diễn

### Khiêu vũ và nhà hát
- Carmen Jones. Một phỏng theo âm nhạc năm 1943 của Broadway với sách và lời của Oscar Hammerstein II. Bảng phổ của Bizet đã được phóng tác và hoà âm bởi Robert Russell Bennett.
- Rodion Shchedrin đã viết một vở ballet Carmen (1967) trực tiếp dựa trên vở opera.
- Biên đạo múa Matthew Bourne đã sáng tác một phiên bản hiện đại của Carmen, được gọi là The Car Man của Matthew Bourne.
- Peter Brook đã chuyển thể vở opera thành một tác phẩm kịch âm nhạc La Tragédie de Carmen.
- Eric V. Cruz người Philippines đã sáng tác Carmen, một vở ballet dài hết cỡ dựa trên câu chuyện nguyên gốc và âm nhạc từ Carmen cho Ballet Manila chỉ đạo bởi Lisa Macuja-Elizalde.
- Robert Sund đã biên đạo một vở ballet hiện đại dài 45 phút của Carmen cho một bảng phổ của Miles Davis cho Ballet Pacifica năm 1997.
- Ramón Oller đã viết một vở ballet Carmen (2007) dựa trên vở opera[29]
- The Royal Winnipeg Ballet đã khởi diễn một phiên bản mới của Carmen, The Passion của Mauricio Wainrot's tháng 1 năm 2008.[30]
- Flow: El Musical, trình diễn tại Centro de Bellas Artes Luis A. Ferré tháng 9 năm 2009 là một phóng tác của Carmen. Các vai diễn gồm Mary Ann Acevedo và những thành viên cũ từng tham gia trong Objetivo Fama.[31]

### Phim hoạt hình
Chủ đề Habanera trong Carmen đã được Michael Giacchino phóng tác để sử dụng trong một cảnh trong bộ phim hoạt hình số 2009 Up.
Phần Hey Arnold! "What's Opera, Arnold?" bắt chước nhiều phần âm nhạc của các vở opera nổi tiếng, đa số trong đó từ vở Carmen.